# 中嶋南美
中嶋 南美（なかしま みなみ、1999年8月29日 - ）は、元女子プロ野球選手。折尾愛真高等学校卒。ポジションは外野手。血液型A型。

## 経歴
- 熊本県上益城郡御船町出身[2]。始めたのは小学校2年生の時で、軟式だった。中学校の時は、地元のボーイズリーグ「上益城ボーイズ」に入り、硬式に転向した[2]。
- 高校時代は福岡県北九州市にある折尾愛真高等学校に入学、硬式野球部に入部。九州の女子硬式野球部は3番目の設立だった。2年生の時、4月16日におきた熊本地震は実家が半壊、家族は無事。その時南美は「野球をやめて仕事をしようか」と考えたが、1か月後に父からの電話で励まされ、危機を乗り越えた[2]。
- 2017年の6月11日、12日に開催された入団テストに合格しプロ入り[3]。8月には全国高等学校女子硬式野球選手権大会の外野手として出場、チームに貢献した[2]。育成球団レイアを経て、現在は京都フローラに所属。
- 2019年に女子プロ野球が開催した第2回｢美女9総選挙｣では5位に選出された[4]。「2019シーズンタイトル表彰」のベストナインのDH部門で初受賞した[5]。
- 2020年は新型コロナウイルスの影響で試合数が30試合に減少、開幕から打撃不振に苦しみ1割にも満たない打率が続いたが、最終的には.223でシーズンを終えた。12月26日に自身のInstagramで引退を表明した。

2021年8月11日に妊娠を報告。
結婚相手など明かされてはいない。

## 詳細情報

### 年度別打撃成績
| 年 度 | チ ｜ ム | 試 合 数 | 打 率 | 打 席 数 | 打 数 | 得 点 | 安 打 | 単 打 | 二 塁 打 | 三 塁 打 | 本 塁 打 | 塁 打 | 打 点 | 三 振 | 併 殺 | 四 球 | 死 球 | 犠 打 | 犠 飛 | 盗 塁 | 盗 塁 刺 | 失 策 | 勝 利 打 点 | 出 塁 率 | 長 打 率 | 三 振 率 |
| ----- | -------- | -------- | ----- | -------- | ----- | ----- | ----- | ----- | -------- | -------- | -------- | ----- | ----- | ----- | ----- | ----- | ----- | ----- | ----- | ----- | -------- | ----- | ----------- | -------- | -------- | -------- |
| 2018  | レイア   | 3        | .400  | 10       | 10    | 1     | 4     | 3     | 1        | 0        | 0        | 5     | 1     | 0     | 1     | 0     | 0     | 0     | 0     | 0     | 0        | 0     | 1           | .400     | .500     | .000     |
| 2019  | フローラ | 57       | .301  | 143      | 123   | 15    | 37    | 31    | 5        | 1        | 0        | 44    | 19    | 11    | 4     | 16    | 2     | 1     | 0     | 3     | 1        | 1     | 1           | .390     | .358     | .089     |
| 2020  | フローラ | 27       | .224  | 89       | 76    | 8     | 17    | 9     | 8        | 0        | 0        | 25    | 11    | 10    | 5     | 9     | 2     | 0     | 2     | 0     | 0        | 1     | 2           | .315     | .329     | .132     |
| 通算  | -        | 87       | .278  | 242      | 209   | 24    | 58    | 43    | 14       | 1        | 0        | 74    | 31    | 21    | 10    | 25    | 4     | 1     | 2     | 3     | 1        | 2     | 4           | .361     | .354     | .100     |

- 2020年度シーズン終了時。

### 記録
- 初出場：2018年6月16日、対愛知ディオーネ戦、3番・右翼手で出場
- 初打席：同上、1回表に松谷比菜乃から投併打
- 初安打：2018年8月5日、対埼玉アストライア戦、2回表に大串桃香から左前安打

### タイトル
- ベストナイン（DH、2019年）

### 背番号
- 39（2018年）
- 28（2019年）
- 12（2020年）